# 新潟県立新潟西高等学校
新潟県立新潟西高等学校（にいがたけんりつ にいがたにしこうとうがっこう）は、新潟県新潟市西区に所在する県立高等学校である。

## 沿革
- 1975年4月1日 - 新潟県立新潟西高等学校として新潟市立関屋中学校校舎を間借りして、開校。
- 2005年4月1日 - 特別進学クラスを設置。
- 2006年4月1日 - 特別進学クラスの募集を停止し、学励コースを設置。
- 2007年7月 - 9月 - 校舎の一部の改修工事を実施。
- 2007年9月 - この年より、文化祭を1日に短縮。
- 2011年12月 - 全国高校サッカー選手権に2年連続4回目の出場。

## 校歌
- 『新潟県立新潟西高等学校校歌』 - 作詞：宮澤章二、作曲：小山章三

## 周辺施設

### 学校西側
新潟県道2号新潟寺泊線が通過し、住宅街となっている。

### 学校東側
以前は水田地帯であったが、2000年代より「パレットタウン西新潟」として宅地開発され、住宅街となっている。宅地開発にあわせ2005年に内野西が丘駅が開業し、鉄道駅に学校から徒歩10分程度でアクセスできるようになった。また、校地に隣接してスーパーマーケットとドラッグストアが出店している。

## 交通
- JR越後線 内野西が丘駅より徒歩約10分
- 新潟交通 W1 有明線・W2 西小針線・W3 寺尾線・W4 大堀線・黒鳥 黒鳥線 「新潟西高校前」バス停より徒歩1分
- 新潟西バイパス 曽和ICより車で10分

## 部活動
- サッカー部
- 野球部
- 弓道部
- 陸上競技部
- ソフトテニス部
- テニス部
- バスケットボール部
- バレーボール部
- バドミントン部
- 卓球部
- 剣道部
- 生徒会執行部
- 吹奏楽部
- 軽音楽部
- 演劇部
- 放送部
- 文芸部
- 生物部
- 茶道部
- 美術部
- 書道部
- 写真部
- 水泳同好会
- ボランティア部

## 著名な出身者
- 古俣麻弥（声優）
- 中原八一（新潟市長・元：参議院議員・元：新潟県議会議員）
- 長谷部彩翔（サッカー選手）